# 大谷省吾
大谷 省吾（おおたに しょうご、1969年 - ）は、日本の美術史学者、東京国立近代美術館副館長、博士（芸術学）。研究分野は、近代日本美術史で、特にシュルレアリスム絵画の日本における受容と展開について。

## 経歴
茨城県生まれ。1988年、茨城県立水戸第一高等学校卒業。1992年、筑波大学芸術専門学群芸術学専攻卒業。1994年、同大学大学院芸術学研究科修了。同年東京国立近代美術館研究員。筑波大学大学院博士課程芸術学研究科中退。博士（芸術学）。東京国立近代美術館では、「地平線の夢　昭和10年代の幻想絵画展」（2003年）、「生誕100年　靉光展」（2007年）、「麻生三郎展」（2010年）、「生誕100年　岡本太郎展」（2011年）などを企画担当している。2005年から東京国立近代美術館主任研究員。2016年から東京国立近代美術館美術課長。2022年から副館長。
また、2004年、倫雅美術奨励賞受賞。

## 著書
- 『激動期のアヴァンギャルド　シュルレアリスムと日本の絵画一九二八ー一九五三』国書刊行会、2016年[4]